# Katanga (provincie)
Katanga je historické území v Africe u pramenů Konga, provincie na jihovýchodě Demokratické republiky Kongo (dříve Zaire) a bývalá separatistická republika. Rozloha je přes 500 000 kilometrů čtverečních, počet obyvatel se odhaduje na čtyři a půl milionu, hlavním městem je Lubumbashi. Země, rozkládající se převážně na savanách, má obrovské nerostné bohatství: měď, cín, diamanty, uran a kobalt.
Tradiční království bojovného kmene Luba bylo na konci 19. století dobyto Belgičany a stalo se součástí jejich kolonie Kongo. Poté, co se Kongo stalo samostatným státem, vyhlásil 11. července 1960 Moise Kapenda Tshombe nezávislost Katangy, s podporou Belgičanů, kteří si tak chtěli udržet kontrolu nad měďnými doly. Země měla vlastní hymnu Katanžská píseň, vydávala peníze a známky, vlajka (vytvořil ji belgický bankéř Louis Dressen) byla šikmo rozdělena na červené pole vlevo nahoře, úhlopříčný zelený pruh a bílé pole vpravo dole, na němž byly tři svatoondřejské kříže v barvě mědi – představovaly ingoty, do kterých místní obyvatelé od 14. století odlévali měď, aby sloužila coby platidlo (jako v českých zemích hřivny). Vlajka byla odvozena od státního hesla: „Síla (červená), naděje (zelená) a mír (bílá) v prosperitě (kříže).“
Katanga, která inspirovala k odtržení od centrální vlády i další území: Jižní Kasai (tzv. Důlní stát) a Bukavu, existovala až do ledna 1963, kdy bylo její území obsazeno vládními jednotkami. Další krvavé pokusy o vytvoření samostatného státu následovaly v letech 1971 a 1978, následkem bylo zrušení autonomie a přejmenování provincie na Shaba (svahilsky měď). Po svržení Mobutuova režimu získala Katanga zpátky historické jméno i určitou míru samosprávy, separatistické hnutí je dnes poměrně slabé, ale v důsledku chaosu vládnoucího v Kongu mají místní hodnostáři větší vliv na poměry než vláda v Kinshase.
Katanga je jižní provincie Demokratické republiky Kongo. V letech 1971 až 1997 bylo její oficiální jméno provincie Shaba. Podle nové ústavy bude do února 2009 rozdělena do čtyř menších provincií. Hlavním městem je Lubumbashi (dříve Elisabethville ve francouzštině, Elisabethstadt v nizozemštině), což je druhé největší město republiky. Rozloha Katangy je 518 000 km² (šestnáctkrát větší než Belgie, její dřívější kolonizátor). Žije zde asi 4,1 miliónů lidí. Farmaření a hospodaření na ranči se uskutečňují na Katanga Plateau. Východní část provincie je bohatá na kobalt, měď, cín, radium, uran a diamanty.
V minulosti Katanga výrazně bojovala za svou nezávislost na zbytku země. V roce 2009 její jméno přežije jen jako Haut-Katanga, což bude jedna ze čtyř nových provincií nacházející se na území současné Katangy.

## Historie

### Dějiny země až k získání nezávislosti
Na začátku 17. století byla provincie ovládána říší Luba a královstvím Lunda, které zavinily migraci vojáků a kmenů do sousedních oblastí.

### Království Yeke
V polovině 19. století nyamwezský obchodník z Tabory (dnešní Tanzanie) zvaný Msiri založil mocné, ale krátce trvající království Yeke, na území jménem Garanganga. Msiri se oženil s dcerou náčelníka Katangy, což ho ochránilo před náčelníkem Mpanda z Basangy. Pojmenování "Katanga" je odvozeno od jména Msiriho tchána. Msiriova moc byla založena na mědi, slonovině a otrocích, které vyměňoval na obou pobřežích (na západě Angola, na východním pobřeží Zanzibar) za zbraně a střelný prach, umožňující mu dobýt území mezi provincií Kasai a Luapula Rivers, zambezským Kongem a jezerem Upemba, a podrobit si kmeny Luba a Lunda.
V roce 1880 belgický král Leopold II. ustanovil s pomocí cestovatele Henryho Mortona Stanleyho Svobodný konžský stát severně od Katangy jako své soukromé území. Avšak zprávy o Msiriho království bohatého na měď a pravděpodobnost výskytu zlata, přilákaly jejich pozornost. I přes pokusy Msiriho ubránit své území byl v prosinci 1891 zabit belgickou expedicí a území bylo připojeno ke Svobodnému konžskému státu.

### Koloniální historie
Leopold II. se zmocnil Katangy 15. dubna 1891. Vláda nad tímto územím byla svěřena další Leopoldově společnosti "Compagnie du Katanga". Neefektivní správa pod Svobodným konžským státem trvala až do 19. června 1900, kdy se od Svobodného konžského státu oddělila a vytvořila vlastní administrativu Comité Spécial du Katanga.
Po převzetí Svobodného konžského státu vládou 1. září 1910 byla Katanga integrována taktéž do Belgického Konga, ale udržela si rozsáhlou míru autonomie až do října 1933, kdy část její oblasti Lomani byla přerozdělena do provincie Kasai.
Jakmile byla Katanga pevně pod belgickou kontrolou, začaly belgické firmy (zejména Union Miniére du Haut Katanga) těžit její nerostné bohatství a provincie se stala mnohem rozvinutější než zbytek země. Belgický těžební kartel zaměstnával směs žoldáků a najatých strážců k podrobení místního obyvatelstva a k ochraně dopravy nerostů a dalšího zboží ze země. Kmen Luba se postavil do opozice a často narušoval belgickou těžbu – proto mnoho z nich bylo zabito v raziích na škůdce těžby.
Vysoký počet pracovních míst v těžebním odvětví přilákal do regionu mnoho lidí, zejména Luby z oblasti Kasai nebo třeba i pracovníky ze Zambie.

### Konžská nezávislost a katanžská separace
Poté, co Kongo získalo v červnu 1960 nezávislost, Katanga se stala autonomní provincií. 11. července 1960 se Katanga odtrhla od nové konžské vlády vedené premiérem Patricem Lumumbou. Vůdcem Katangy se stal Moise Tshombe, hlavní představitel CONAKAT (Confédération des Associations Tribales du Katanga). 8. srpna se od Konga odtrhla i provincie Kasai, která v čele s Kalonjim vyhlásila "Důlní stát Kasai". Přesto se katanžský nový stát netěšil všeobecné podpory na svém území, zejména protestovali Balubové na severu oblasti.
Vyhlášení nezávislosti bylo podporováno belgickými obchodními zájmy a více než 6000 belgickými vojáky. Tshombe byl známý tím, že měl blízko k belgickým průmyslovým společnostem, které těžily z bohatých katanžských zdrojů mědi, zlata a uranu. Bez Katangy a provincie Kasai ztratila konžská vláda velkou část svých nerostných prostředků a následkem toho i vládních výnosů. Konžská vláda a velká část mezinárodní scény chápala vznik nezávislého státu Katanga jako belgickou loutku vytvořenou za účelem zisku z těžby. Paradoxně dokonce ani Belgie tento nový stát neuznala, ačkoliv poskytla vojenskou pomoc.
V září 1960 byl v převratu v Konžské demokratické republice sesazen premiér Lumumba. 17. ledna 1961 byl poslán do Lubumbashi, hlavního města Katangy, kde byl mučen a nakonec krátce po příjezdu popraven. Belgičtí důstojníci, pod katanžským příkazem, byli popravě přítomni. Smrt Lubumby nicméně vyburcovala Radu bezpečnosti OSN. 21. února přijala rezoluci číslo 161, která požadovala odchod všech belgických vojáků a cizích žoldáků z Konga, ale výslovně nenařizovala OSN provést útočnou operaci v případě neuposlechnutí. Přesto s ofenzivní akcí počítala.
V červnu Tshombe podepsal slib spojit Katangu se zbytkem země, nicméně do srpna bylo jasné, že neměl žádný úmysl slib dodržet. V srpnu a září OSN vedla dvě operace zaměřené na zatčení a vyhoštění žoldáků a politických poradců.
Následovala mírová vyjednávání, během kterých generální tajemník OSN Dag Hammarskjöld (zajímavým je fakt, že Hammarskjöld byl bratr jednoho z velkých akcionářů měďařské společnosti Union Miniére du Haut Katanga) zemřel za neurčitých okolností při letecké havárii v Severní Rhodesii (dnešní Zambie). Pod tlakem OSN Tshombe později souhlasil se sloučením s Kongem. Nicméně tento souhlas zůstal pouze na papíru.
Donucen konžským vůdcem Cyrillem Adolou OSN podniklo v prosinci 1962 útok na Katangu. Hlavní město Elisabethville padlo v lednu 1963, Tshombe uprchl do Kolwezi, kde 15. ledna kapituloval. V létě 1963 byl přinucen veřejně prohlásit, že se podřídí ústřední vládě se sídlem v Léopoldville (dnešní Kinshasa). Katanžská odluka byla oficiálně ukončena tzv. Plánem národního usmíření.

### Období po znovusjednocení
V roce 1966 centrální vláda zestátnila Union Miniere du Haut Katanga a přejmenovala tento podnik na Gecamines. V roce 1971 byla Katanga přejmenována na provincii Shaba v rámci procesu zairizace vedené prezidentem Mobutou (téhož roku byla přejmenována Konžská demokratická republika na „Zair“). Během 70. let se objevilo několik povstání. Na příklad 12. května 1978 rebelové zabrali město Kolwezi, hornické centrum provincie. Zair požádal USA, Francii a Belgii o pomoc při obnovování pořádku. Ten měl za následek 700 afrických a 170 evropských obětí.
V roce 1995 podala Katanga stížnost Africké komisi pro lidská práva na Zair kvůli porušení mezinárodního právního principu na svobodné sebeurčení, zakotvené v odstavci 20 Africké charty lidských práv a žádala o právo na separaci Katangy od Zairu. Žádost byla zamítnuta, ale ve shodě s mezinárodním právem naznačila, že Katanga má právo na autonomii jako formu "vnitřního" práva na sebeurčení.
K vrácení původního jména Katanga došlo v roce 1997 poté, co byl Mobutu Sésé Seko nucen odejít do exilu.
Roku 2006 došlo k přerozdělení Konga na 26 provincií (oficiální platnost rok 2009). Provincie Katanga byla rozdělena na čtyři následující:
- Haut-Katanga
- Tanganika
- Lualaba
- Haut-Lomami

## Vláda
Moise Katumbi Chapwe, podnikatel, je guvernér provincie Katanga. Převzal úřad 24. ledna 2007.

## Hospodářství
Těžba mědi je důležitou součástí katanžské ekonomiky. Převládá také těžba kobaltu soukromými podnikateli. Přesto je velký rozpor mezi obrovským nerostným bohatstvím provincie a neschopností zvýšit životní úroveň tamějších obyvatel. Gecamines je státní společnost, která má monopolní oprávnění v provincii.

## Zdravotní péče
Jason Sendwe Hospital je největší nemocnice v provincii. Nachází se v Lubumbashi.

## Klima
Katanga má vlhké a suché období. Množství srážek je asi 120 cm ročně.

## Geografie
Provincie hraničí s Angolou a Zambií. S Tanzanií má jako společnou hranici jezero Tanganika.

## Vzdělání
Univerzita Lubumbashi je největší univerzitou v provincii a jednou z největších v zemi. Nachází se v severní části města Lubumbashi.
Významnou školou je TESOL – střední škola s anglickou výukou. Nejčastějšími žáky jsou děti misionářů, diplomatů, podnikatelů a pracovníků nadnárodních společností.

## Doprava
Katanga omezila vlakovou dopravu soustředěnou kolem města Lubumbashi. Spolehlivost vlakové dopravy je velice omezená. V oblasti se taktéž nachází jedno letiště zvané Luano Airport, které lze nalézt severovýchodně od Lubumbashi.

## Média
Radio Télévision Nationale Congolaise (RTNC) má v Lubumbashi televizní vysílač, který přenáší signál z Kinshasy. V roce 2005 začaly v Lubumbashe nová televizní vysílání stanicí Radio Mwangaza.